# Chromapark

Logo

Chromapark war die erste große Ausstellung, die sich ausschließlich mit Techno-Kunst befasste und zugleich als Messe für Technokultur verstand. Sie fand insgesamt drei Mal in den Jahren 1994, 1995 und 1996 im E-Werk in Berlin statt und wurde von dem Chromapark e. V. und den Agenturen Mediamorph und Planetcom unter Elsa for Toys und Ralf Regitz veranstaltet. Zum Konzept gehörten nächtliche, in die Ausstellung integrierte Partys ab 22 Uhr und eine Interaktion mit den Besuchern. („Wir bieten keine fertige Ausstellung, sondern machen Kunst, die aus der Nacht heraus wächst“, Ralf Regitz)

## Geschichte
Die erste Chromapark-Veranstaltung fand vom 31. März bis 10. April 1994 unter dem Motto „House of Techno“ statt. Zehn Tage zuvor wurden von Lila Lutz, Christoph Husemann, Gabriele Basch, Dag Przybilla und Elsa for Toys Plakate gemalt und an U-Bahnhöfen in Berlin-Mitte ausgestellt.
Künstler wie Jim Avignon, Boris Nikolaus Hiesserer, König Maibach oder Skudi Optics präsentierten Videoinstallationen, Diaprojektionen, Softwareanwendungen, Mode, Plakate und Gemälde. Von Dr. Motte wurde die Ausstellung mit Ambient-Klängen beschallt. Die Veranstaltung hinterließ trotz hoher Besucherzahlen ein finanzielles Defizit.
Bei der „Chromapark ’95“ vom 13. bis 23. April 1995, wurde im Gegensatz zum Vorjahr auch die sogenannte „Evidence Halle“ des E-Werks genutzt. Studio K7 führte die Animation X-Mix-5 vor. Von Ali Kepenek wurde die Fotoserie „nackte Berliner Szene“ ausgestellt. Szenetypische Schallplattencover und Flyer, sowie Typographie von Alexander Branczyk wurden ebenfalls thematisiert und im Internet präsentiert.
„Chromapark ’96“ fand vom 4. bis zum 13. April unter dem Motto „Projektionen zur Natur der Zukunft“ mit 40 internationalen Künstlern statt. Ab Donnerstag war das E-Werk 96 Stunden durchgehend geöffnet.
Die „Chroma Opening Party“ mit den DJs Craig Walsh und Daz Saund fand am 4. April statt. Am 5. April folgte der „Camel Club Move“ mit Afrika Islam und Steve Mason und am darauffolgenden Tag die „Strictly Rhythm Launch“ mit Pheerce. Im Rahmen der Chromapark gab es zudem jeweils ab 20 Uhr am 8. April eine Vernissage in der Aurorabar des Tresor und am 9. April im Groopie de Luxe, sowie eine Modenschau im Wicked Garden am 10. April.